# Brandenstein-Klasse
Die als Brandenstein-Klasse bezeichnete Schiffsklasse ist eine Baureihe von drei Frachtschiffen des Norddeutschen Lloyd (NDL). Die drei neuen Schiffe knüpften an den vor dem Zweiten Weltkrieg unterhaltenen Westküste-Südamerika-Dienst der Reederei an.

## Geschichte

### Bau
Nach der weitgehenden Lockerung der Schiffbaubeschränkungen des Potsdamer Abkommens baute der Norddeutsche Lloyd ab 1950 seine Frachtschiffsflotte erneut auf. Beginnend mit der Rheinstein-Klasse wuchs die NDL-Flotte wieder kontinuierlich. Fast unmittelbar nach der Rheinstein-Klasse bestellte der Norddeutsche Lloyd beim Bremer Vulkan drei größere und schnellere Motorschiffe für den Dienst an die südamerikanische Westküste. Am 29. November 1952 konnte die Reederei das Typschiff Brandenstein der drei identischen Frachtschiffe übernehmen. Ein halbes Jahr darauf, am 27. Juni 1953, war die Baureihe komplett.

### Einsatz beim NDL
Wie geplant, wurde das Schiffstrio für den Westküste-Südamerika-Dienst eingesetzt, parallel dazu kamen drei Schwesterschiffe des Typ „Stuttgart“ der HAPAG in den gemeinsam betriebenen Dienst. Bis 1959 waren die drei Schiffe des Lloyd bei der Roland-Linie Schiffahrtsgesellschaft eingetragen und wurden danach direkt in den NDL eingegliedert. Die Roland-Linie hatte der Lloyd wieder aufleben lassen, um in den Nachkriegsjahren einer Beschlagnahme aufgrund etwaiger Altschulden aus dem Weg zu gehen. Die Schiffe gingen bei der Fusion des NDL mit der HAPAG in das gemeinsame Eigentum der neuen Hapag-Lloyd über, waren aber weiterhin im normalen Dienst eingegliedert. Nur die Bärenstein war vom 23. August 1971 bis zum 22. Januar 1972 als Pratita an die indonesische Reederei P.T. Perusahaan Pelajaran Samudera Indonesia verchartert.

### Spätere Karriere
Im Sommer 1972 veräußerte Hapag-Lloyd die Schiffe an die italienische Reederei Messina & Co. in Genua, die das Trio in Fernandaemme, Robertoemme und Ignazioemme umtaufte. Dort blieben die Schiffe etwa weitere acht Jahre in Fahrt und wurden dann bis 1980/81 in La Spezia abgebrochen.

## Technik
Die drei Schiffe waren konventionelle Stückgutschiffe mit eben hinter mittschiffs über der Antriebsanlage angeordneten Aufbauten und vielseitigen Ladungseinrichtungen. So waren die Schiffe mit 14 herkömmlichen Ladebäumen à 3/5 Tonnen und einem 50-Tonnen Schwergutbaum zur Übernahme von Schwergut in der Luke 3 ausgerüstet. Vor den Aufbauten befanden sich drei, hinter den Aufbauten zwei Trockenladeräume mit jeweils einem Zwischendeck. Die Luken wurden mit MacGregor-Lukendeckeln verschlossen.

## Die Schiffe
| Die Frachtmotorschiffe der Brandenstein-Klasse | Die Frachtmotorschiffe der Brandenstein-Klasse | Die Frachtmotorschiffe der Brandenstein-Klasse | Die Frachtmotorschiffe der Brandenstein-Klasse | Die Frachtmotorschiffe der Brandenstein-Klasse | Die Frachtmotorschiffe der Brandenstein-Klasse |
| Name                                           | Stapellauf                                     | Ablieferung                                    | Baunummer                                      | Vermessung                                     | Umbenennungen und Verbleib                     |
| ---------------------------------------------- | ---------------------------------------------- | ---------------------------------------------- | ---------------------------------------------- | ---------------------------------------------- | ---------------------------------------------- |
| Brandenstein                                   | 20. Oktober 1952                               | 29. November 1952                              | 822                                            | 5567 BRT                                       | Ab 13. Januar 1981 Abbruch in La Spezia        |
| Bieberstein                                    | 15. Januar 1953                                | 19. Februar 1953                               | 824                                            | 5547 BRT                                       | Ab 5. März 1980 Abbruch in La Spezia           |
| Bärenstein                                     | 15. April 1953                                 | 27. Juni 1953                                  | 826                                            | 5547 BRT                                       | Ab 24. Juli 1980 Abbruch in La Spezia          |